# Svarta rosor
Pour plus de détails, voir Fiche technique et Distribution.
Svarta rosor est un film suédois réalisé par Gustaf Molander, sorti en 1932.

## Fiche technique
- Titre : Svarta rosor
- Réalisation : Gustaf Molander
- Scénario : Ragnar Hyltén-Cavallius et Sigfrid Siwertz d'après un poème d'Ernst Josephson
- Photographie : Åke Dahlqvist
- Musique : Hugo Alfvén, Jean Sibelius et Evert Taube
- Pays de production : Suède
- Format : Noir et blanc - 1,37:1 - Mono
- Genre : drame
- Durée : 86 minutes
- Date de sortie : 1932

## Distribution
- Ester Roeck-Hansen : Inga Gustafsson
- Einar Axelsson : Johannes Borin
- Karin Swanström : Tilda
- Carl Barcklind : Hampus Moberg
- Nils Lundell (en) : Edvin Jonsson
- Sigurd Wallén : Fernblom
- Constance Byström : la mère d'Inga